# Gaz de convertisseur

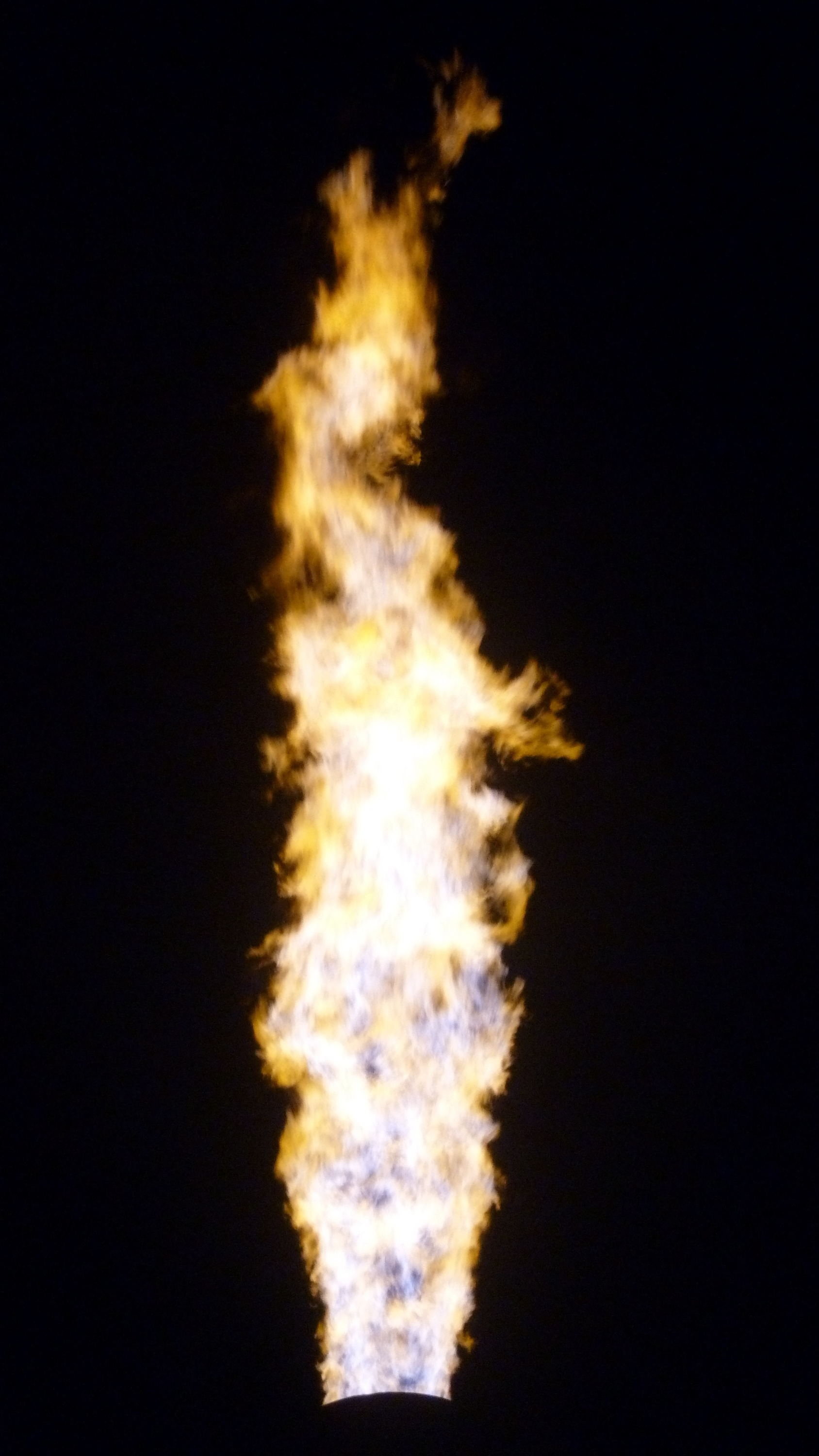
Flamme due à la combustion de gaz de convertisseur LD à la torchère, vue la nuit. Cette flamme blanche est en fait constituée d'une base bleue, et d'un panache jaune, dont les proportions varient en fonction de l'avancement du soufflage.

Le gaz de convertisseur est un gaz récupéré à la sortie des convertisseurs à l'oxygène, utilisés dans la fabrication de l'acier. Il est essentiellement composé de monoxyde de carbone, dont la combustion peut être utilisée dans diverses étapes de la production de l'acier, ou dans la production de vapeur et d'électricité.
Bien que son pouvoir calorifique soit modéré (un cinquième de celui du gaz naturel) et sa production intermittente (uniquement pendant la phase de décarburation au convertisseur), sa haute température de flamme en fait un gaz riche. Sa récupération, bien qu'elle ne soit pas systématique sur tous les convertisseurs, est intéressante car il permet de doper le gaz de haut fourneau pour atteindre de hautes températures.
Sa richesse en monoxyde de carbone en fait un gaz particulièrement toxique et explosif. Par contre, la seule pollution notable liée à sa combustion consiste en l'émission de gaz à effet de serre.

## Histoire
Dans les années 1950 sont essayés les premiers convertisseurs à l'oxygène pur. Les premiers essais montrent vite que ceux-ci génèrent d'énormes quantités de fumées rousses, chargées en oxyde de fer. Un traitement soigné de ces fumées, alors inexistant ou très sommaire avec les convertisseurs de la génération précédente, les convertisseurs Bessemer et Thomas, devient dès lors incontournable.
Mais les systèmes de dépoussiérage sont coûteux. Une solution pour réduire le coût de l'installation a été de réguler le débit d'aspiration de façon à n'aspirer que les fumées produites. Techniquement, cela consiste à réguler la pression dans la hotte du dépoussiérage légèrement en-dessous de celle dans le bec du convertisseur, pour être sûr de ne pas laisser échapper les fumées. Avec une bonne régulation et un positionnement soigné de la hotte au plus près du bec du convertisseur, on peut alors :
- limiter les quantités de fumées à traiter ;
- éviter la combustion du gaz dans la hotte avec l'air aspiré, ce qui endommagerait l'installation à cause des très hautes températures produites ;
- conserver la propriété combustible du gaz[1].

Après le premier choc pétrolier, en 1974, le gaz de convertisseur, généré à hauteur de 0,7 GJ/tonne d'acier, est devenu un élément important dans la balance énergétique d'un site sidérurgique.

## Propriétés physiques
| Composition de référence | Composition de référence | Composition de référence | Composition de référence | PCI (Th/Nm3) | Volume d'air stœchiométrique (Nm3air/Nm3) | Volume de fumée stœchiométrique (Nm3fumée/Nm3) | Température de flamme (°C) | Température de flamme (°C) | Densité (par rapport à l'air) | Viscosité dynamique (10−6 Pa s) | Limites d'explosivité | Limites d'explosivité |
| CO                       | CO2                      | H2                       | N2                       | PCI (Th/Nm3) | Volume d'air stœchiométrique (Nm3air/Nm3) | Volume de fumée stœchiométrique (Nm3fumée/Nm3) | Gaz à 15 °C                | Gaz à 500 °C               | Densité (par rapport à l'air) | Viscosité dynamique (10−6 Pa s) | LIE                   | LSE                   |
| ------------------------ | ------------------------ | ------------------------ | ------------------------ | ------------ | ----------------------------------------- | ---------------------------------------------- | -------------------------- | -------------------------- | ----------------------------- | ------------------------------- | --------------------- | --------------------- |
| 76,1                     | 7,9                      | 1,7                      | 14,3                     | 1,8          | 2,074                                     | 2,638                                          | 1 957                      | 2 100                      | 0,997                         | 17,15                           | 16                    | 72                    |